# Isen Ravelo
Isen Ravelo (n. ca. 1990) es un actor, director y dramaturgo dominicano. Reconocido por su enfoque crítico y social en el teatro, ha abordado temáticas como la marginalidad, la violencia, la sexualidad y la discriminación. Es fundador de la compañía Belamy Producciones y ha sido responsable de obras como Muchachas, Cría de Cuervos y El Credo de los Miserables.

## Biografía
Isen Ravelo nació alrededor del año 1990 en la República Dominicana. En su juventud, comenzó estudios universitarios en informática, pero pronto descubrió que su verdadera vocación era el arte. Más adelante se trasladó a la facultad de arte, donde estudió publicidad, y fue allí donde despertó su interés por el teatro.
A los 23 años ingresó a la Escuela Nacional de Arte Dramático (ENAD), donde se formó como actor y dramaturgo. Durante su formación, se sintió influenciado por el trabajo de artistas dominicanos como Haffe Serulle, a quien ha citado como una de sus mayores fuentes de inspiración.
Isen Ravelo fundó su propia compañía teatral, llamada Belamy Producciones, con la cual ha escrito, producido y dirigido una serie de obras centradas en temas sociales como la marginalidad, la sexualidad, la discriminación y la violencia de género. Desde entonces, se ha consolidado como una de las voces más provocadoras y comprometidas del teatro alternativo dominicano.

## Carrera artística
Isen Ravelo inició su carrera artística como actor en la compañía Teatro Rodante Dominicano, donde adquirió experiencia y desarrolló su estilo interpretativo. Posteriormente, fundó su propia productora teatral, Belamy Producciones, a través de la cual ha escrito, dirigido y producido más de veinte obras teatrales que abordan temáticas sociales y críticas contemporáneas.
Entre sus obras más destacadas se encuentran:
- Círculo Violeta: Una comedia ácida que critica la violencia de género y la presión social sobre las mujeres para encajar en ciertos roles.[1]

- Círculo Blanco: Muchachas: Una obra que retrata las cotidianidades de tres empleadas domésticas y sus luchas por defender sus derechos laborales. La pieza fue presentada en el Palacio de Bellas Artes y aclamada por la crítica por su enfoque feminista y social.[5]

- Cría de Cuervos: Una pieza de suspenso psicológico que explora la ambición, la traición y la violencia en el contexto de una lectura de testamento.[6]

- El Credo de los Miserables: Una obra que cuestiona las estructuras morales, políticas y religiosas desde la perspectiva de personas marginadas, inspirada en el contexto de pobreza urbana y crítica social profunda.[1]

Ravelo ha sido reconocido por su enfoque provocador y atrevido en el teatro, buscando siempre incomodar y hacer reflexionar al público. Ha participado en temporadas de Microteatro Santo Domingo y ha llevado varias de sus obras a escenarios internacionales.

## Estilo y temáticas
Isen Ravelo se caracteriza por un estilo teatral provocador, irreverente y socialmente comprometido. Su dramaturgia se enfoca en temas como la marginalidad, la violencia, la sexualidad y la discriminación, y presenta personajes excéntricos en situaciones que retratan los aspectos más crudos y oscuros de la sociedad dominicana.
Uno de los rasgos más notorios de su trabajo es el uso del erotismo y lo grotesco como herramientas escénicas para confrontar al espectador. Ravelo rompe con la estructura tradicional del conflicto teatral para dar paso a narrativas abiertas que privilegian lo humano, lo político y lo visceral.
El autor ha declarado que su objetivo no es entretener, sino incomodar, incitar al pensamiento crítico y confrontar al público con sus propias realidades. En palabras del propio Ravelo: “Mis obras siempre llevan una crítica social frontal”.
Su teatro se enmarca dentro del movimiento independiente y alternativo, lo que le ha permitido trabajar con total libertad creativa y desarrollar una propuesta estética austera pero cargada de intención, con pocos recursos escenográficos pero una fuerte presencia actoral.

## Recepción y crítica
La crítica especializada ha destacado a Isen Ravelo como una de las voces más provocadoras y arriesgadas del teatro dominicano contemporáneo. Su obra ha sido descrita como "irreverente, malcriada, hedonista y hermosamente agresiva", llevando al escenario las crudezas de la vida con una estética que combina lo grotesco y lo poético.
Ravelo ha sido reconocido por su capacidad para abordar temas sociales complejos con una narrativa que incomoda y hace reflexionar al público. Su enfoque en la crítica social frontal y su estilo teatral provocador han sido objeto de análisis y elogios en diversos medios especializados.
Además, su participación en festivales y temporadas de Microteatro en Santo Domingo ha sido bien recibida, consolidando su reputación como un creador comprometido con un teatro más actual, arriesgado y atrevido.

## Obras destacadas
- Círculo Violeta: Comedia ácida que critica la violencia de género y la presión social sobre las mujeres para encajar en ciertos roles. La obra ha sido presentada en diversos escenarios, incluyendo el Bar Juan Lockward del Teatro Nacional Eduardo Brito.[8]

- Círculo Blanco: Muchachas: Obra que retrata las cotidianidades de tres empleadas domésticas y sus luchas por defender sus derechos laborales. Fue presentada en la Sala La Dramática del Palacio de Bellas Artes.[5]

- Cría de Cuervos: Tragicomedia de suspenso que explora la ambición y la traición en el contexto de una lectura de testamento. La obra fue presentada en el Teatro X de Santo Domingo.[9]

- El Credo de los Miserables: Obra que cuestiona las estructuras morales, políticas y religiosas desde la perspectiva de personas marginadas, inspirada en el contexto de pobreza urbana y crítica social profunda.[10]

- Juego de Niños: Obra que aborda el erotismo y el drama con una riqueza visual en sus imágenes. Fue presentada en el Palacio de Bellas Artes.[2]

- La Mujer del Maniquí: Obra que explora las relaciones de apariencia y la co-dependencia emocional. Fue presentada en Casa de Teatro.[11]

## Reconocimientos y presentaciones
Isen Ravelo ha participado en diversos festivales y eventos teatrales tanto a nivel nacional como internacional, destacándose por su enfoque provocador y socialmente comprometido en el teatro.
En 2016, su obra "El Vuelo" fue presentada en el IX Festival Internacional de Teatro Mujeres Sobre las Tablas, celebrado en la Sala Ravelo del Teatro Nacional Eduardo Brito.
En 2022, Ravelo formó parte del elenco de la obra "Casa de muñecas", dirigida por Indiana Brito, presentada en la Sala Máximo Avilés Blonda del Palacio de Bellas Artes, como parte de las actividades del Mes del Teatro organizado por la Dirección General de Bellas Artes.
Además, su obra "Muchachas" fue seleccionada para cerrar el Festival Internacional de Teatro Mujeres, en el marco de la conmemoración del Día Internacional de la Eliminación de la Violencia contra la Mujer, en noviembre de 2023.
Ravelo también ha sido reconocido por su participación en el Festival de Teatro Guloya, donde presentó su obra "Cajas de Fósforos", siendo aclamado por su propuesta innovadora y crítica social.

## Participaciones en medios y audiovisuales
Además de su destacada trayectoria en el teatro, Isen Ravelo ha incursionado en proyectos audiovisuales, ampliando su presencia en el ámbito artístico.
En 2021, participó en el cortometraje "Fetish", seguido por "Roommate" en 2022 y "Confinados" en 2020, demostrando su versatilidad como actor en producciones cinematográficas.
Asimismo, Ravelo ha sido entrevistado en diversos medios de comunicación, donde ha compartido su visión sobre el teatro y su enfoque artístico. En una entrevista con Showbuzz, expresó su pasión por la escritura y cómo esta le permite crear mundos sin limitaciones.
Su presencia en plataformas digitales también ha sido notable, participando en programas como "El Show de la Familia Perfecta", donde se destaca su capacidad para abordar temas sociales desde una perspectiva crítica y artística.

## Frases y citas
Isen Ravelo ha sido conocido no solo por sus obras teatrales, sino también por sus declaraciones contundentes en entrevistas, donde reafirma su compromiso con un teatro que cuestiona y remueve estructuras sociales. A continuación, algunas de sus frases más destacadas:
- “Mis obras siempre llevan una crítica social frontal”.[1]

- “No hago teatro para entretener. Hago teatro para incomodar”.[2]

- “Mi trabajo habla desde los márgenes, desde la incomodidad y la realidad que pocos quieren mirar”.[3]

Estas declaraciones reflejan la línea discursiva que Ravelo sostiene tanto en su obra como en su discurso público.